# Columbus Checkers
Columbus Checkers byl profesionální americký klub ledního hokeje, který sídlil v Columbu ve státě Ohio. V letech 1966–1970 působil v profesionální soutěži International Hockey League. Checkers ve své poslední sezóně v IHL skončily v základní části. Své domácí zápasy odehrával v hale Taft Coliseum s kapacitou 5 003 diváků. Klubové barvy byly červená, černá a bílá.
Zanikl v roce 1970 přejmenováním na Columbus Golden Seals.

## Přehled ligové účasti
Zdroj: 
- 1966–1969: International Hockey League
- 1969–1970: International Hockey League (Jižní divize)